# Straszydle

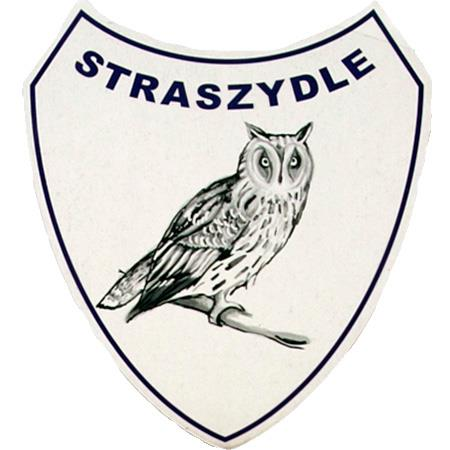
Nieoficjalny herb wsi Straszydle

Straszydle – wieś w Polsce położona w województwie podkarpackim, w powiecie rzeszowskim, w gminie Lubenia. Przez miejscowość przepływa potok Lubenka dopływ Wisłoka.
W latach 1975–1998 miejscowość administracyjnie należała do województwa rzeszowskiego.
Miejscowość jest siedzibą parafii Matki Bożej Nieustającej Pomocy, należącej do dekanatu Tyczyn w diecezji rzeszowskiej.
Na terenie wsi znajduje się Szkoła Podstawowa im. Jana Pawła II.
We wsi urodził się Stefan Warchoł (1894–1949), podpułkownik piechoty Wojska Polskiego, działacz niepodległościowy, kawaler Orderu Virtuti Militari.

## Części wsi
| SIMC    | Nazwa        | Rodzaj    |
| ------- | ------------ | --------- |
| 0654492 | Bania        | część wsi |
| 0654500 | Czeczyki     | część wsi |
| 0654517 | Dymka        | część wsi |
| 0654523 | Grody        | część wsi |
| 0654530 | Lubenki      | część wsi |
| 0654546 | Mokra Strona | część wsi |
| 0654552 | Nalepki      | część wsi |
| 0654569 | Piekliska    | część wsi |
| 0654575 | Podlas       | część wsi |
| 0654581 | Poręby       | część wsi |
| 0654598 | Pustki       | część wsi |
| 0654606 | Rzeki        | część wsi |
| 0654612 | Sucha Strona | część wsi |
| 0654629 | Zimny Dział  | część wsi |

## Historia
Osada została założona na początku XV wieku i wchodziła w skład włości królewskich Władysława Jagiełły, następnie włączona do prywatnych włości rodów magnackich tzw. państwa tyczyńskiego. W 1450 r. właścicielem był Jan z Pilczy syn Elżbiety Granowskiej trzeciej żony Władysława Jagiełły.
W 1770 r. podczas epidemii cholery wymarła ponad połowa mieszkańców wsi.
Przez teren wsi przebiegał tzw. Trakt „madziarski”, łączący Węgry z Polską, z którego już w czasach Cesarstwa Rzymskiego korzystały karawany kupieckie, a podczas I wojny światowej przemieszczały się tędy wojska austriackie i rosyjskie biorące udział w walkach o twierdzę Przemyśl i w bitwie pod Gorlicami. Obecnie ten szlak stracił swoje znaczenie komunikacyjne ze względu na niekorzystny teren i stał się trasą widokową i rowerową.

## Zabytki
Kościół pw. Matki Boskiej Nieustającej Pomocy z 1739 r. jest dębowo-modrzewiową budowlą o konstrukcji zrębowej.
Do 1929 r. był kościołem parafialnym w pobliskiej Lubeni, konsekrowanym w 1745 r. Po wybudowaniu tam nowej świątyni został rozebrany i przewieziony do Straszydla, gdzie dobudowano mu murowaną zakrystię, sklepienia i wieżę. Razem z kościołem przeniesiono między innymi: ołtarz, krucyfiks na belce tęczowej oraz tablicę konsekracyjną. 8 grudnia 1929 r. został poświęcony przez proboszcza lubeńskiego ks. Józefa Urbanka.

## Kultura
Zespół Regionalny „Straszydlanie” powstał na początku lat 70. XX wieku. Jest laureatem wielu konkursów i zdobywcą wyróżnień. W 2001 r. otrzymał nagrodę Marszałka Województwa Podkarpackiego – Zasłużony dla Kultury Województwa Podkarpackiego.

## Sport i rekreacja
- stadnina koni
- szlaki rowerowe o różnych stopniach trudności i długości
- gospodarstwa agroturystyczne